# Fortuna (Murcia)
Fortuna er en by og kommune i det sydøstlige Spanien i Murcia-regionen. Den har et indbyggertal på 11.183 (2024) indbyggere.